# Centro de vacância de nitrogênio
O centro de vacância de nitrogênio (centro N-V ou  NV) é um dos vários defeitos pontuais no diamante. Sua propriedade mais explorada e útil é a fotoluminescência, que permite aos observadores ler seu estado de spin. O spin do elétron do centro NV, localizado em escalas atômicas, pode ser manipulado à temperatura ambiente por fatores externos, como campos magnéticos ou elétricos, radiação de microondas ou luz, resultando em ressonâncias nítidas na intensidade da fotoluminescência.